# Martin Šimek
Martin Šimek (Praag, 7 november 1948) is een Nederlandse radio- en televisiepresentator, cartoonist en columnist van Tsjechische afkomst.

## Biografie
Šimek ontvluchtte tijdens de Praagse Lente in 1968 het toenmalige Tsjecho-Slowakije en kwam in Nederland terecht. Hij studeerde hier bedrijfseconomie en werkte in eerste instantie als tenniscoach. Zijn liefde voor tennis begon al op negenjarige leeftijd. Liever had hij zelf toptennisser willen worden, maar naar eigen zeggen had hij daarvoor te weinig talent. Als coach heeft hij de top wel bereikt. Hij coachte bijvoorbeeld Michiel Schapers die in 1988 vanuit het niets naar nummer 25 op de wereldranglijst reikt.
Op latere leeftijd maakte hij naam als interviewer voor verschillende radio- en televisieprogramma's voor de RVU. Aanleiding is het VPRO-programma Kleur bekennen waarin hij te gast is. Tussen 1991 en 2008 presenteerde hij elke nacht van zaterdag op zondag tussen twaalf en één op Radio 1 het programma Šimek ’s Nachts. In 2009 was hij weer op televisie: voor de EO presenteerde hij het gespreksprogramma Šimek voor de Verandering.
Er ontstond in 1999 bij critici controverse wanneer Šimek Katja Schuurman lijfelijk interviewt. Een ander incident is in het programma De wereld draait door in mei 2015 als hij daar te gast is en spreekt in het vluchtelingenvraagstuk over 'zwartjes', iets waar tafeldame Sylvana Simons op aanslaat. Onder het pseudoniem AnoNe (de Tsjechische woorden voor ja en nee aan elkaar) tekent hij cartoons voor De Groene Amsterdammer en schrijft columns voor diverse media.
in 2012 werkte Šimek als acteur mee aan de film Rue Des Invalides van regisseur Mari Sanders; hij speelde een taxichauffeur.

## Persoonlijk
Šimek woont wisselend in Praag, Amsterdam en Isca sullo Ionio, in het uiterste zuiden van het Italiaanse vasteland. Hij woont samen met een Surinaams-Nederlandse vrouw, met wie hij twee zoons heeft. Zijn broer was de Tsjechische komiek en acteur Miloslav Šimek (1940-2004).

## Onderscheiding
Op 14 mei 2009 won hij de belangrijkste radioprijs van Nederland, de Zilveren Reissmicrofoon.

## Programma's
- Šimek 's nachts - tot december 2008 uitgezonden door de RVU in de zaterdagnacht van 0.00 tot 01.00 uur. In 2009 verscheen er een korte serie als podcast op de website van Elsevier.
- Šimek voor de Verandering - 2009. Als ongelovige interviewt Šimek overtuigde christenen over hun geloof in God.

## Publicaties
- In 2009 verscheen De Vuurvliegjes Achterna, waarin Šimek verhaalt over zijn vlucht uit Tsjecho-Slowakije.
- In 2011 verscheen "Bloedsinaasappels", waarin Šimek vertelt over zijn leven in Calabrië.

- Gemeinsame Normdatei: 141313722
- International Standard Name Identifier: 0000 0000 7893 5077
- Library of Congress Control Number: n2010025958
- Nationale Bibliotheek van Tsjechië: xx0325857
- Nederlandse Thesaurus van Auteursnamen: 073509663
- RKD-Nederlands Instituut voor Kunstgeschiedenis: 1983
- Virtual International Authority File: 120462360
- WorldCat: E39PBJwMHMD6JjbcPbQvbKj9jC